# Сабрина (португальская певица)
Сабрина (наст. имя Тереза Вилла-Лобош, порт. Teresa Villa-Lobos; род. 30 марта 1983 в Сетубале) — португальская певица, представлявшая свою страну на конкурсе песни Евровидение 2007.

## Биография
Тереза начала петь с 16 лет, принимая участие в школьных конкурсах и мероприятиях. В 2003 певица стала одной из участниц португальской поп-группы «Teenagers», в составе которой она выступала в течение трёх лет. В 2006 исполнительница начала сольную карьеру.
В 2007 Тереза приняла участие в конкурсе «Festival da Canção 2007», победитель которого получил бы возможность представить Португалию на «Евровидении 2007». Её продюсер, популярный в Португалии певец Эманюэль, предложил ей выступить на конкурсе под псевдонимом Сабрина. 10 марта 2007 Сабрина, стала победительницей отборочного конкурса, набрав почти в два раза больше зрительских голосов, чем участник, занявший второе место. Победная песня, «Dança comigo», впоследствии была исполнена на Евровидении-2007 в Хельсинки (Финляндия). Песня была записана в стиле «португальского шлягера» (порт. Pimba).
На песенном конкурсе Сабрина выступила семнадцатой в полуфинале, в сопровождении двух танцоров и трёх бэк-вокалисток. Версия композиции, исполненная на Евровидении, содержала в себе больше элементов латины, чем версия, представленная на «Festival da Canção», и включала в себя ещё два припева, исполненных на французском, испанском, английском и португальском языках. В итоге Сабрина финишировала одиннадцатой, не пройдя в финал конкурса. До десятого (квалификационного) места певице не хватило всего четырёх баллов, это место заняла представительница Молдовы (которой, к слову, Португалия дала максимальное число баллов).
Во время трансляции Евровидения-2008, Сабрина выступала в качестве глашатая (объявляла результаты зрительского голосования португальцев).
В настоящее время Сабрина замужем за футболистом Орланду Са., воспитывает ребёнка, родившегося в июне 2015 года.